# Navid Modiri
Navid Modiri, född 2 maj 1983 i Iran, är en svensk programledare, musiker, föreläsare, författare och artist. Han är uppvuxen i Göteborg och bor i  Malmö.

## Biografi
Navid Modiri gick skrivarlinjen på Fridhems folkhögskola 2002-2004 och har arbetat som programledare på Sveriges radio och Sveriges television samt varit verksam musiker sedan 2004. Sedan 2007 har han drivit eget företag och varit med och startat ett antal mindre bolag och projekt.

## Karriär

### Programledare
Modiri hördes från 2004 som reporter och krönikör i radioprogrammet Frank i Sveriges Radio P3. År 2006 blev han ordinarie programledare, vilket han var fram tills programmet lades ner året därpå. Därefter var han reporter och Göteborgsredaktör för radioprogrammet P3 Populär.
År 2007 blev han programledare för SVT:s Filmkrönikan. Där väckte han uppmärksamhet när han gick ut med att han inte sett någon av Ingmar Bergmans filmer. Han såg därefter samtliga Bergmans 50 filmer på lika många dagar. Filmkrönikan under Modiris och Andrea Reuters ledning blev hårt kritiserad, bland annat av den tidigare programledaren Orvar Säfström som sade att det nya formatet var som att titta på radio, och lades ner efter andra säsongens slut.
Hösten 2014 ledde Modiri Utbildningsradions omdebatterade dokusåpa Diktatorn (SVT2).
I oktober 2015 modererade Navid Modiri och Pia Jurvanen konferensen Sverige tillsammans, en konferens arrangerad av statsminister Stefan Löfven under migrationskrisen i Europa 2015.

### Musikkarriär
Med sitt band Navid Modiri & Gudarna har han spelat in tre skivor, Dags för slagsmål (2005), Många mil att gå (2006) och Allt jag lärt mig hittills (2008). Han har också genomfört projektet Cobra Charlie, tillsammans med Povel Ohlsson från Gudarna, vilket släppte debutalbumet Jag kommer tappa det i september 2007. 2012 släppte Modiri sin solodebut i form av Ep:n Hopplös på Spotify och Itunes.
Under 2015 påbörjade Modiri musikprojektet Miss Rafiki, där han uttrycker sina erfarenheter i mellanförskap, samt tankar gällande flyktingsituationen i Sverige. I slutet av året släpptes projektets första singel, "Kintsugi", som sedan kom att inkluderas i EP:n Universum:Darling, som släpptes 2016.

### Författare och bloggare
I januari 2009 startade Modiri bloggen "365 saker du kan göra" där han under ett år gjorde en sak per dag som han tidigare inte hade gjort och bloggade sedan om det. Under 2009 hade bloggen nästan 1 miljon läsare, fick uppmärksamhet i svenska och internationella media samt vann Stora Bloggpriset och Stora Kulturbloggpriset. Bloggen blev även en bok.
2011 grundade Modiri tillsammans med Alexander Kandiloros förlaget Ninja Print och där gav de samma år ut sällskapsspelet Popkult om populärkultur.
20 september 2017 släppte Modiri boken "Hej syster: en personlig berättelse om flykt och mellanförskap". Inspirationen till boken kom från ett uppmärksammat Facebook-inlägg som han skrev den 8 januari 2016.
Modiri har skrivit krönikor för Göteborgs-Posten och Sveriges Radio P1.
Hösten 2022 utkom han med boken Min vän Björn på Mondial förlag, som handlar om hans samtal med Björn Natthiko Lindeblad.

### Föreläsare
I Musikhjälpen 2013 köpte Modiri en golfrunda med Sverigedemokraternas partiledare Jimmie Åkesson på auktion. Sommaren 2014 gick golfrundan av stapeln och Modiri berättade om det i sitt Sommarprat i Sveriges Radio P1.
2014 höll Modiri ett föredrag vid TEDxAlmedalen, där han berättade om sina volontärprojekt "Sweden 3.0" och "Oss alla" där han samtalar om integration och mångfald, i syfte att skapa ett öppet och tolerant samhälle.
2016 startade Modiri projektet "Samtalsaktivisterna", i samarbete med Reach for Change och Ikano Bank, som bjöd privatpersoner och personer från skolor, företag och organisationer till att samtala om aktuella samhällsfrågor. Under diskussionerna tränas deltagarna i att prata, lyssna och skapa samtal för att öka förståelsen mellan människor och för att motverka utanförskap, segregering och polarisering. 2017 genomförde samtalsaktivisterna en workshopturné i fem svenska skolor, och i en rapport kom det fram att "en majoritet (66%) av deltagarna indikerar en positiv effekt av samtalsworkshopen, även om uppfattningen om hur överraskande den var skiljer sig deltagarna sinsemellan."

### Poddradio
I februari 2017 startade Modiri ihop med föreläsaren Björn Lindeblad poddradion Björn & Navid, där de tar upp "en rad olika existentiella ämnen som önskats av lyssnare över hela landet". De hade i november 2018 sänt 67 avsnitt.

### Samtalspodden "Hur kan vi?"
2018 startade Modiri med hjälp av Kickstarter samtalspodden "hur kan vi?", där han samtalade med olika författare, skribenter och samhällsdebattörer. Modiri presenterade projektet som en motåtgärd mot ett medieklimat med filterbubblor och polarisering, med målsättningen att bjuda in och "samtala med människor som inte tänker, tycker eller känner som jag". Under första säsongen 2018 sändes 42 avsnitt med en stor spännvidd av gäster, och tack vare fortsatt Kickstarter-stöd har Modiri fortsatt projektet 2019. Senare nämnde Modiri bland annat Aron Flams podd Dekonstruktiv kritik som en av inspirationskällorna.
I poddens 44:e avsnitt bjöd Modiri in frilansjournalisten Ingrid Carlqvist - ett avsnitt som publicerades den 27 januari 2019. Modiri kritiserades för att under samtalet ha förhållit sig alldeles för okritiskt och följsamt gentemot Carlqvists påståenden, i ett avsnitt som släpptes på Förintelsens minnesdag, och låtit "extrema åsikter framstå som helt legitima". Modiri svarade på kritiken med att säga att publiceringen av avsnittet på Förintelsens minnesdag var ett "olyckligt och stort misstag" och "en ren fuckup" samt att han "kanske inte kritiserade på ett sätt som alla godkänner eller tillräckligt hårt och det är hela tiden en avvägning jag gör i stunden för att kunna balansera mellan mjukhet och hårdhet i samtalet. Att driva "hur kan vi?" som podd är en tuff läroresa och vi ägnar oss åt självkritik och reflektion regelbundet för att hela tiden bli bättre." Modiri har också fått positiva omdömen för att "med sitt lugna och sympatiska sätt ganska effektivt ifrågasätta och nyansera Carlqvists konspiratoriska världsbild".
Vidare har Modiri genom podden och liveshowerna bjudit in folk i djupt utanförskap, före detta nynazister som hoppat av rörelsen - som Anders Högström - folk som mobbats i livet, drogmissbrukare, brottslingar, föreläsare, däribland Alexander Bard två gånger, och även kontroversiella konstnärer och debattörer såsom Lars Vilks, Dan Park och Cissi Wallin, där de senare dömts till fängelsestraff för hets mot folkgrupp respektive förtal. Vissa gäster som har utsatts för drev (i traditionell media eller sociala medier) eller cancelkultur har deltagit i samtal och där de har fått redogöra för sin syn på händelsen, däribland Mona Sahlin, Soran Ismail och Paulo Roberto.

## Diskografi

### Navid Modiri & Gudarna
- 2005 – Dags för slagsmål
- 2006 – Många mil att gå
- 2008 – Allt jag lärt mig hittills
- 2013 – Ska du verkligen skjuta ner månen med den där?

### Cobra Charlie
- 2007 – Jag kommer tappa det

### Miss Rafiki
- 2015 – Universum:Darling